# Jacques Culot
Pour les articles homonymes, voir Culot.
Jacques Culot, est un footballeur international belge né le 5 août 1933.

## Biographie
Il joue comme défenseur au Royal Charleroi SC avant d'être transféré en 1955 au Royal SC Anderlechtois. Avec les Mauves, il  remporte les championnats de Belgique en 1956 et 1959. 
Il a été appelé à jouer avec les Diables Rouges en 1957 et 1958.

## Palmarès
- International en 1957 et 1958 (6 sélections et 2 matchs joués)
- Champion de Belgique en 1956 et 1959 avec le Royal SC Anderlechtois
- Vice-Champion de Belgique en 1957 et 1960 avec le Royal SC Anderlechtois